# 车里雅宾斯克拖拉机厂
车里雅宾斯克拖拉机厂（俄语：Челябинский тракторный завод）是苏联第一个五年计划期间引进外国技术首批建成的拖拉机制造大型工厂。

## 历史

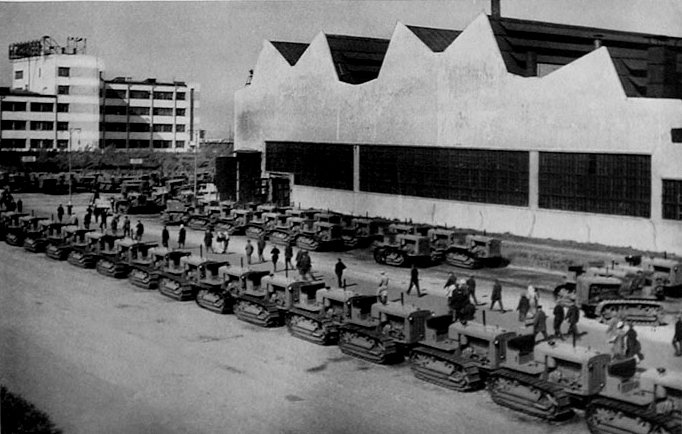
三十年代的工厂

1933年建成。生产60马力履带式汽油机的斯大林涅茨-60拖拉机（美国卡特彼勒1925年至1931年生产的60型号的授权引进），五年间就生产出69,000台。1937年全厂员工25000人。1937年生产柴油机的斯大林涅茨-65拖拉机，至1941年苏德战争爆发转产坦克为止，该型拖拉机总产量37,626台。
战争初期，7家工厂超过1.5万名员工疏散到该厂。工厂代号为车里雅宾斯克重型机械第100厂(ChZTM).1944年总员工达6万人，其中2.5万人生产民品。战时该厂生产了18,000台坦克，48,500套坦克发动机，1700万发坦克炮弹。1941年开始生产KV-1坦克；1942年开始生产T-34坦克、KV-85坦克；1943年开始生产IS-1坦克；1944年开始生产T-34/85坦克，SU-85自行火炮。1945年工厂获得了一级库图佐夫勋章，列宁勋章，红星勋章等
战后，1946年开始生产斯大林-80型拖拉机。1958年恢复车里雅宾斯克拖拉机厂原名。1961年生产电传柴油机ДЭТ-250。1984年第一百万台拖拉机下线。
1990年液力传动T-10拖拉机下线。
2008年购并了两栖履带车生产厂Машиностроительная компания "Витязь"生产两栖全地形车。

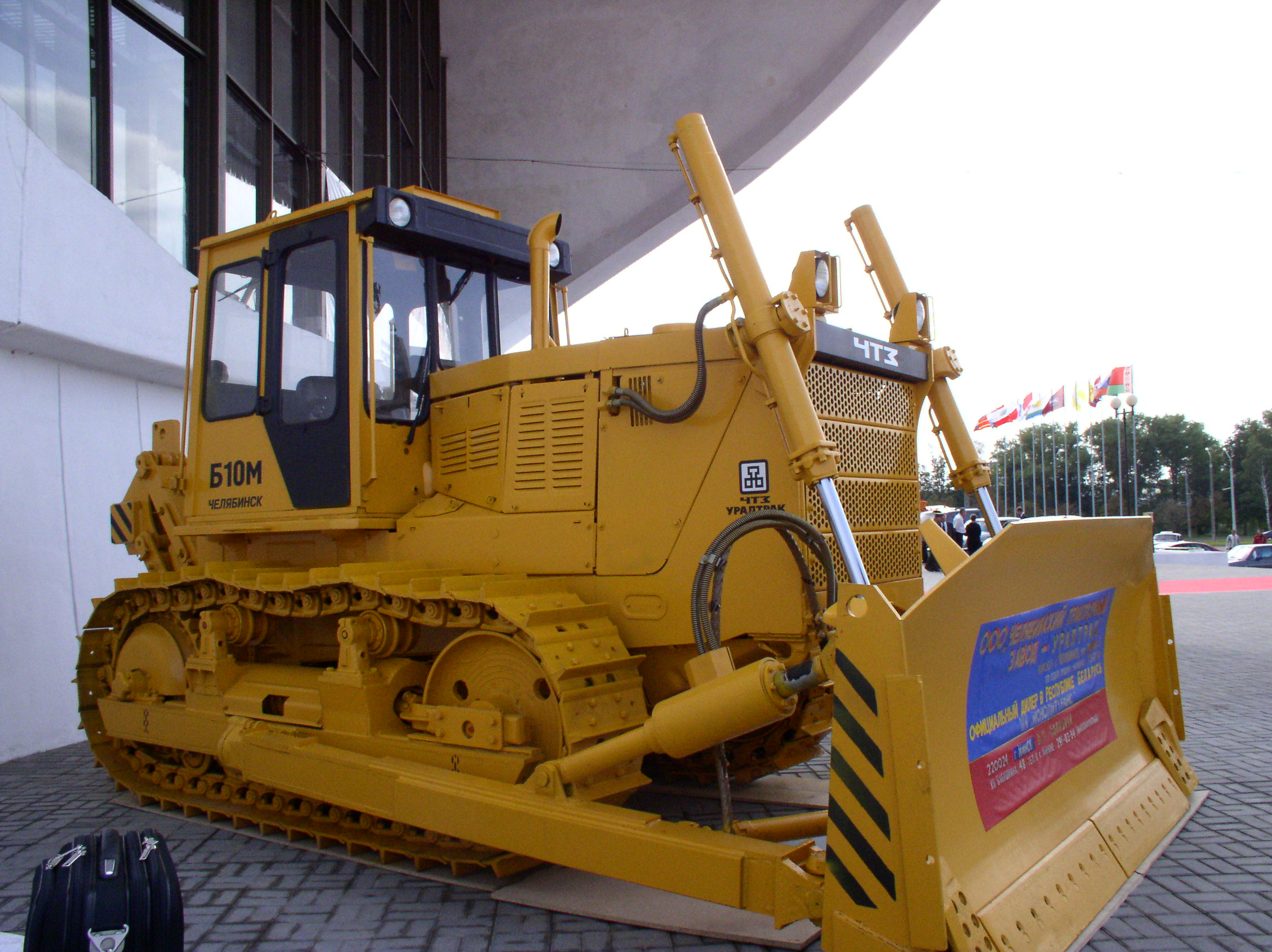
推土机 B10M (2004)

现在生产履带式、轮式拖拉机与1000千瓦以下发动机.2010年开始生产叉车。还生产道路施工车辆。 

## 历史产品
- 斯大林-65拖拉机
- DET-250电传动推土机
- T-100MGP拖拉机
- T-130拖拉机

## 荣誉
- 列宁勋章（1971年）
- 劳动红旗勋章（1983年）
- 一级库图佐夫勋章（1945年）
- 红星勋章（1944年）
- 友谊勋章（越南，2003年）[15]